# 小宮城
小宮 城（こみや じょう）昭和53年10月11日生まれ、日本の競馬ライター。
千葉県松戸市出身。
高校卒業後、専門学校を経てインターネットのブログや本を出版。
特にオーナーサイダーシリーズにおいて、競馬は馬主で勝負する。競馬のタブーを描くなどこれまでの競馬界の常識をひっくり返すコメントを発信している。
| スタブアイコン | サブスタブ | この項目は、まだ閲覧者の調べものの参照としては役立たない、人物に関連した書きかけの項目です。この項目を加筆・訂正などしてくださる協力者を求めています（P:人物伝/PJ:人物伝）。 |